# 잠꼬대
잠꼬대는 사람이 잠을 자면서 자신도 모르게 중얼거리는 음성을 말하는 사건수면이다. 섬어(譫語)라고도 한다. 지속 시간은 매우 다양하며, 또 다소 시끄러울 수도 있다. 잠을 자는 동안 여러 번 일어날 수 있으며, 잠꼬대의 내용은 이해 가능한 경우도 있고, 그렇지 않은 경우도 있다.

## 원인
잠꼬대는 NREM 수면으로부터 일시적으로 깨어나는 동안 일어나는 것이 보통이다. 여기서 몸이 NREM 수면의 특정 단계에서 다른 단계로 부드럽게 넘어가지 못할 때 일어나며 잠에서 부분적으로 깨어난다. 그뿐 아니라 렘 수면 동안에 일어나기도 하며 이 동안 꿈을 꾸다가 큰 소리를 외치는 등 가위눌림을 동반할 수 있다.
잠꼬대는 다음과 같은 다른 수면 장애로 인해 발생할 수도 있다.
- 빠른 안구운동 행동장애 (RBD)
- 몽유병
- 야경증
- 야간식이증후군 (SRED)

## 발생
잠꼬대는 매우 흔한 증상으로, 어린이들 가운데 절반이 겪으며 이 가운데 다수가 사춘기 때에도 겪는다고 보고되고 있다. 그러나 성인의 약 4%가 잠을 자는 동안 말을 한다고 보고되는 등 성인이 되어서도 계속해서 나타날 수 있다. 잠꼬대는 발열 증세를 동반하기도 한다.
잠꼬대 자체는 일반적으로 해로운 것이 아니다. 그러나 다른 사람들을 깨워 당황하게 만들 수 있다. 잠꼬대가 요란하고 감정적이나 모독적이라면 다른 수면 장애나 정신적인 문제가 있다는 뜻일 수도 있다.